# Siegfried Lerdon
Siegfried Lerdon (Frankfurt am Main, 1905. augusztus 8. – Frankfurt am Main, 1964. október 9.) olimpiai és világbajnoki bronzérmes német tőr- és párbajtőrvívó.